# Helmut Brentel
Helmut Brentel († Februar 2024 in Frankfurt) war ein deutscher Soziologe.

## Werdegang
Brentel promovierte 1984 mit einer Arbeit mit dem Thema Soziale Form und ökonomisches Subjekt an der Johann Wolfgang Goethe-Universität Frankfurt am Main. Die hieraus entstandene Monografie wurde viel beachtet und gehört zu den prägenden Werken der Kritik der politischen Ökonomie und wurde vor allem im Umfeld der Neuen Marx-Lektüre rezipiert. Insbesondere sein Beitrag und sein Bedeutung zur dialektischen Darstellung, der Methodendiskussion und zur Werttheorie werden hervorgehoben. Ende der 1990er Jahre wurde Brentel an der Universität Paderborn habilitiert. Zu seinen akademischen Lehrern gehörten Tilla Siegel, Hans-Georg Backhaus, Egon Becker und Jürgen Ritsert.
Brentel arbeitete in den 1980er Jahren am Wiener Institut für Soziale Ökologie, ebenso für einige Zeit am Wuppertal Institut für Klima, Umwelt, Energie. An der Frankfurter Universität rief er das Internationale Promotionscentrum ins Leben, später wurde er als eigenständiger Berater im Bereich der Graduiertenunterstützung tätig. Er veröffentlichte in seinem eigenen Verlag mehrere Bücher.

## Schriften (Auswahl)
- Soziale Form und ökonomisches Objekt. Studien zum Gegenstands- und Methodenverständnis der Kritik der politischen Ökonomie, Westdeutscher Verlag, Opladen 1989 (zugleich Dissertation 1984).
- Alternative ökonomische Reproduktionsmodelle. Die Ökologisierung der Wirtschaft zwischen marktwirtschaftlichen und natureinbeziehenden Konzepten, IKO-Verl. für Interkulturelle Kommunikation, Frankfurt am Main 1989.
- Mitherausgeber: Gegensätze. Elemente kritischer Theorie; Festschrift für Jürgen Ritsert, Campus Verlag, Frankfurt/Main; New York 1996.
- Soziale Rationalität. Entwicklungen, Gehalte und Perspektiven von Rationalitätskonzepten in den Sozialwissenschaften, Westdeutscher Verlag, Opladen 1999.
- Mitherausgeber: Lernendes Unternehmen. Konzepte und Instrumente für eine zukunftsfähige Unternehmens- und Organisationsentwicklung Westdeutscher Verlag, Wiesbaden 2003.
- Doctoral Supervision: Handbook for Establishing a Productive and Supportive Supervision Culture, HB Publishing, Frankfurt am Main 2018 (2ndreworked and completed edition. HB Publishing, Frankfurt am Main 2019).